# Tomaž Mraz
Tomaž Mraz,  slovenski rimskokatoliški duhovnik in nabožni pisatelj, * 5. december 1826, Ponikva, † 17. september 1916, Gradec.     

## Življenje in delo
V letih 1842-1847 je v Celju obiskoval gimnazijo, nato v Gradcu filozofijo, bogoslovje pa v Celovcu in bil leta 1853 posvečen v Šentandražu. Nato je v letih 1853−1865 kot kaplan služboval v raznih krajih. Od 1865-1869 je bil katehet na gimnaziji v Sibinju (Hermannstadt) v Transilvaniji. Po vrnitvi v lavantsko škofijo je bil 1869–1882 kurat v Vuhredu, 1882–1899 nadžupnik in dekan v Vuzenici ter se leta 1899 upokojil in 1907 preselil v Gradec. Mraz je pripadal Slomšekovemu krogu, kot katehet pa je bil učenec Jožefa Rozmana. Bil je skromen in delaven mož in odločen Slovenec, kar mu je zlasti v Vuzenici nakopalo nasprotovanje nemškutarjev. Pisal in objavljal je članke v raznih listih. Kot libeliški kaplan je izdal Djansko navodilo, po kterem naj se prvošolci v presveti  Jezusovi veri podučujejo (Maribor, 1861). Izšle so še njegove Šolske kateheze za prvence (Celovec, 1878) in obširna Razlaga srednjega in največjega šolskega katekizma (Celovec, 1883), ki ima dodatek: Nekaj iz katehetike … Jožefa Rozmana.  